# Cinco mujeres en la calle
Cinco mujeres en la calle es un cuadro del pintor Ernst Ludwig Kirchner, realizado en 1913, que se encuentra en el Museo Ludwig de Colonia, Alemania.
En el cuadro, encuadrado en el expresionismo alemán de la etapa de Berlín del autor, se muestra un ejemplo que simboliza la decadencia de la sociedad guillermina anterior a la Primera Guerra Mundial. Kirchner consiguió burlar la destrucción de su obra, calificada en 1937 como arte degenerado por los nazis, junto con otras obras como esta.

## Descripción
Se ven cinco mujeres elegantemente vestidas, son prostitutas buscando clientes en la noche, un tipo de grupo habitual en las ciudades alemanas inmediatamente antes de la guerra y que el artista vio en Berlín en el otoño de 1913. En el borde izquierdo, se aprecia la rueda de un automóvil, símbolo de modernidad y movimiento. La mujer más a la izquierda la mira, mientras las otras miran a la derecha, a un escaparate iluminado. Las figuras son angulosas, alargadas, delgadas, vestidas con largos y oscuros abrigos y capas, algunas con cuellos de piel y otros apliques, así como zapatos de tacón alto y sombreros extravagantes algunos con plumas. Posan con aparente desinterés, pero con miradas furtivas. El onírico tono verde amarillento es típico de la serie de escenas callejeras nocturnas de Berlín de Kirchner, debido a que era la tonalidad de la antigua iluminación de gas de la capital alemana. La arquitectura urbana apenas está esbozada, la influencia de los cubistas franceses y los futuristas italianos le sirve para expresar la decadencia social.
Según la historiadora del arte Hyang-Sook Kim, esta primera escena de su serie de escenas callejeras berlinesas inicia un cambio en las representaciones de mujeres de Kirchner. Ahora las retrata satanizadas, como depredadoras, ya que al llegar a Berlín desde Dresde le perturbó ver estas figuras femeninas altivas y confiadas. Pintó por primera vez prostitutas callejeras, es decir, no prostitutas de burdel que esperan pasivamente a ser elegidas por el cliente, sino mujeres activas, que se mostraban seguras y desafiantes en su búsqueda de clientes por la calle. En 1914 Kirchner realizó una xilografía a partir de este cuadro que tituló Cinco cocottes, similar pero con otros rostros e invertido en espejo.